# Leknes
Leknes este o localitate din comuna Vestvågøy, provincia Nordland, Norvegia, cu o suprafață de 2,37 km² și o populație de 3.176 locuitori (2013).